# 新华乡 (重庆市)
新华乡，是中华人民共和国重庆市黔江区下辖的一个乡镇级行政单位。

## 行政区划
新华乡下辖以下地区：
大田村、艾子村、梨子村、中安村、新华村、钟溪村和石钟村。